# Шраудольф, Клавдий
Клавдий (Клаудиус) Шраудольф известный, как Клаудиус Шраудольф Старший (2 октября 1813,Оберстдорф, Королевство Бавария — 13 ноября 1891, там же) — немецкий исторический художник, фрескист, литограф, график, ксилограф, историк искусства.

## Биография
Сын плотника. Брат живописца Иоганн Шраудольфа, его племянником был Клаудиус Шраудольф Младший.
Сперва учился у своего отца, затем начал карьеру художника. Учился в мастерской художника Генриха фон Гессе (1798—1863), которому помогал в росписи соборов и, благодаря чьей поддержке, смог начать в 1831 году обучение в Мюнхенской академии художеств.
По просьбе наследного принца Максимилиана Баварского вместе с художником Йозефом Антоном Фишером (1814—1859) совершил поездку в Италию, где изучал технику росписи старых фресок. 
В 1840 году украшал фресками резиденцию короля Греции Оттона I в Афинах.
После возвращения часто работал со своим братом Иоганном над циклом фресок в соборе Всех Святых и в базилике св. Людвига (Людвигскирхе) в Мюнхене. Создал несколько фресок и помогал  Иоганну в работах по украшению шпайерского собора.
С 1879 году работал в основном в Баварии. Расписывал сельские церкви.